# Henri Chemin
Pour les articles homonymes, voir Chemin (homonymie).
 (mai 2021).
Si vous disposez d'ouvrages ou d'articles de référence ou si vous connaissez des sites web de qualité traitant du thème abordé ici, merci de compléter l'article en donnant les références utiles à sa vérifiabilité et en les liant à la section « Notes et références ».
Henri Chemin, né le 18 juillet 1933 à Jallieu (aujourd'hui intégrée à Bourgoin-Jallieu), est un cadre dirigeant de l'automobile et de la presse et pilote automobile.
Il exerça successivement les fonctions de : directeur des Relations publiques et compétitions de Ford France, directeur des compétitions et promotion sportive de Chrysler France – Simca, directeur des relations extérieures et promotion de France-Soir.

## Biographie
Né le 18 juillet 1933 à Bourgoin-Jallieu, il est le fils de Roger Chemin, industriel en soieries. Il a vécu une adolescence « dynamique », partagée entre ses études (École supérieure de commerce de Lyon) et ses activités sportives (ski, athlétisme..) et artistiques (peintures – dessins, succès de deux expositions en 1955 et 1956[réf. nécessaire]).
Malgré son passage dans la grande presse (France-Soir, 1977–1986), Henri Chemin fera surtout carrière dans l’Automobile, d’abord chez Ford (1956-1968) puis chez Chrysler-Simca (1969-1974).
Il a deux fils, Frédéric (1963) issu d’un premier mariage avec l’actrice Claude Gensac et Nicolas (1982), issu de son union avec son épouse, née Joëlle Guiastrennec.
Engagé par Ford France en 1956 (en réponse à une petite annonce du Figaro), Henri Chemin y reste douze ans et y occupe successivement les postes d'inspecteur commercial, chef des ventes (1958), chef du service presse (1960) puis de directeur des relations extérieures et des compétitions (1963).
Après quelques années consacrées à l’animation et au développement du réseau Ford en France, il s’oriente vers les relations publiques. Il élargit son champ d'action et donne libre cours à ses idées promotionnelles, bénéficiant de la confiance et de la complicité de son président, William Reiber.
En 1962, il participe au lancement de la nouvelle Ford Zodiac à Paris, en association avec le grand couturier Jacques Heim qui présente avec les voitures sa nouvelle collection spécialement baptisée « Zodiac ». Puis, il prend part à la création de l'écurie Ford France, écurie constituée des pilotes Maurice Trintignant, Jo Schlesser, Guy Ligier, Henri Greder, Jean Vinatier dans les grands rallyes et sur les circuits nationaux et internationaux, sur Ford Cortina, Ford Mustang, Ford Zodiac, Ford Anglia, AC Cobra, Ford GT40 et Brabham.

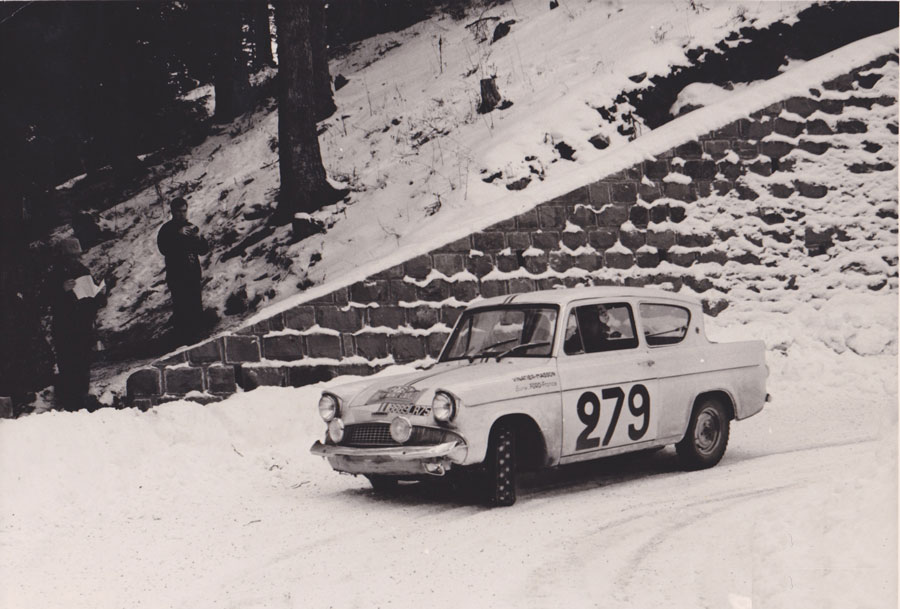
Ford Anglia au Monte-Carlo 1963.
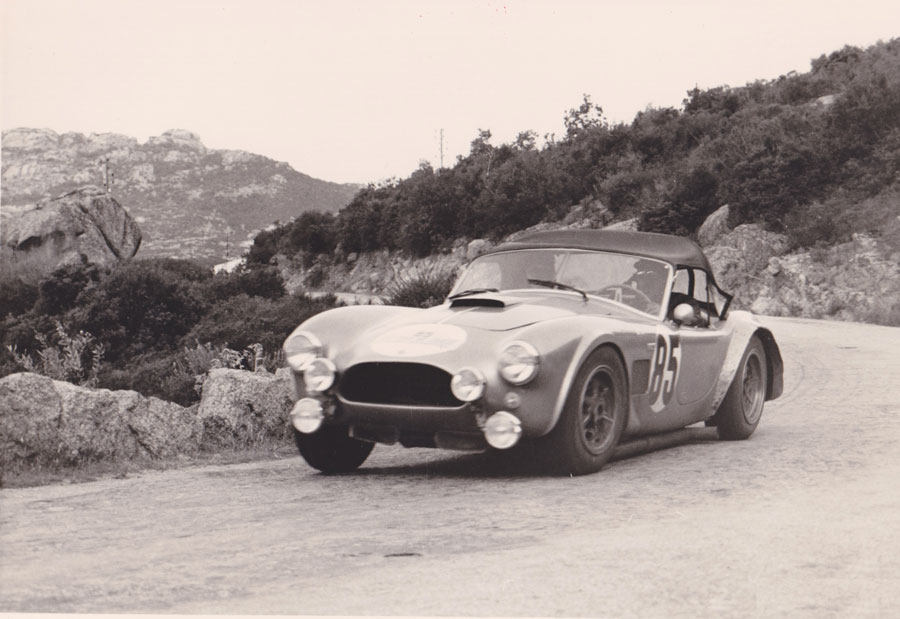
Jo Schlesser sur AC Cobra - Tour de Corse 1963.
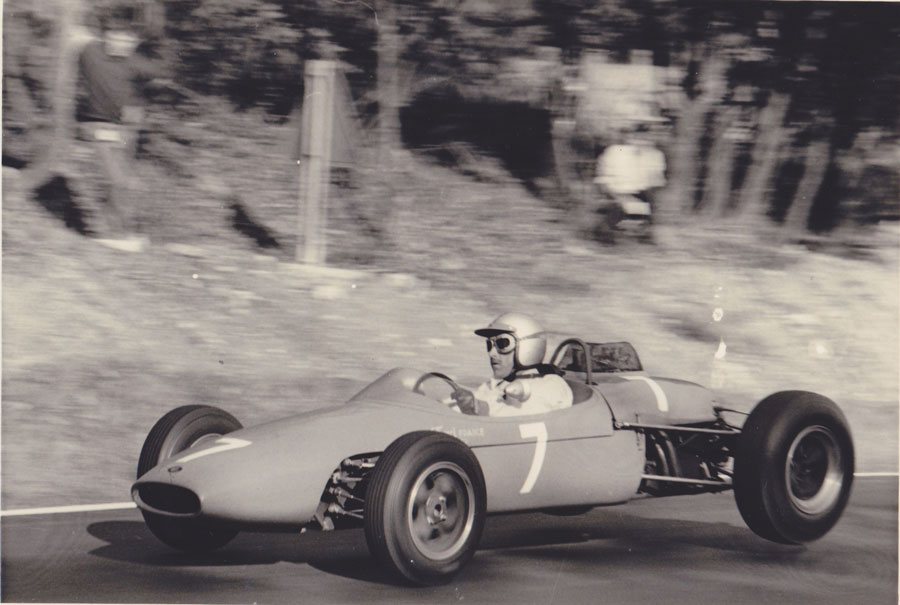
Jo Schlesser sur Brabham Ford Champion de France Formule Course 1964.
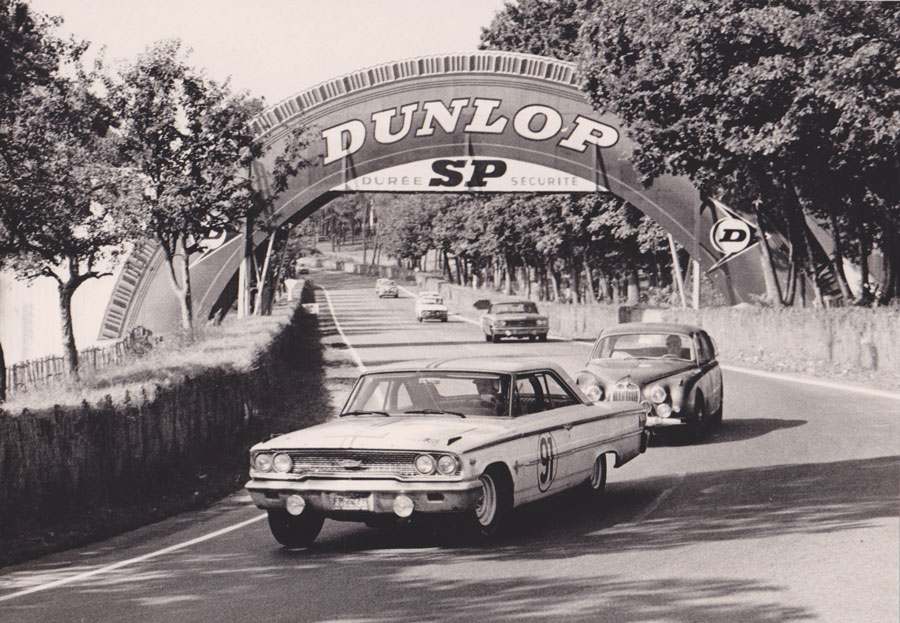
Ford Galaxie, Henri Greder, Tour de France Automobile 1963.
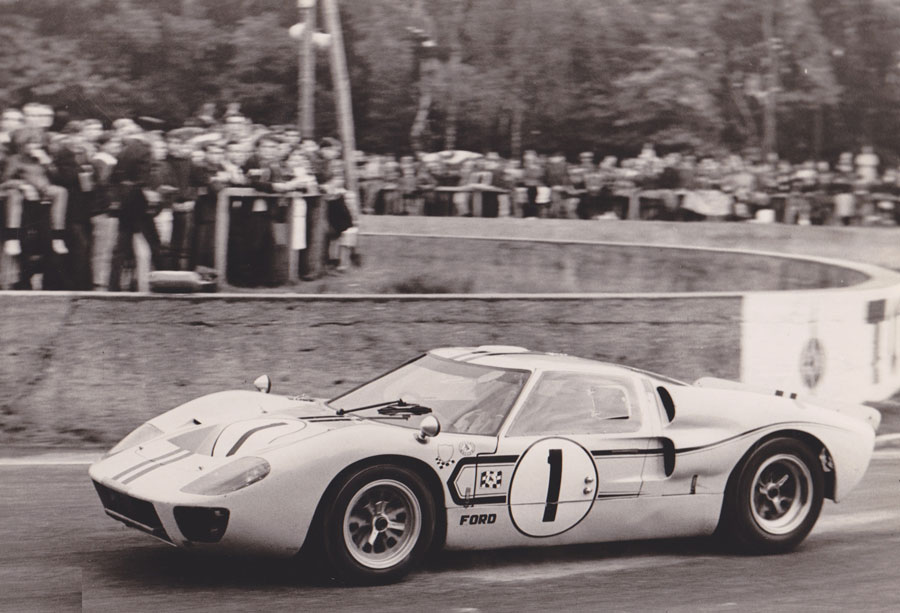
La Ford GT40 MkII victorieuse aux 12 Heures de Reims.
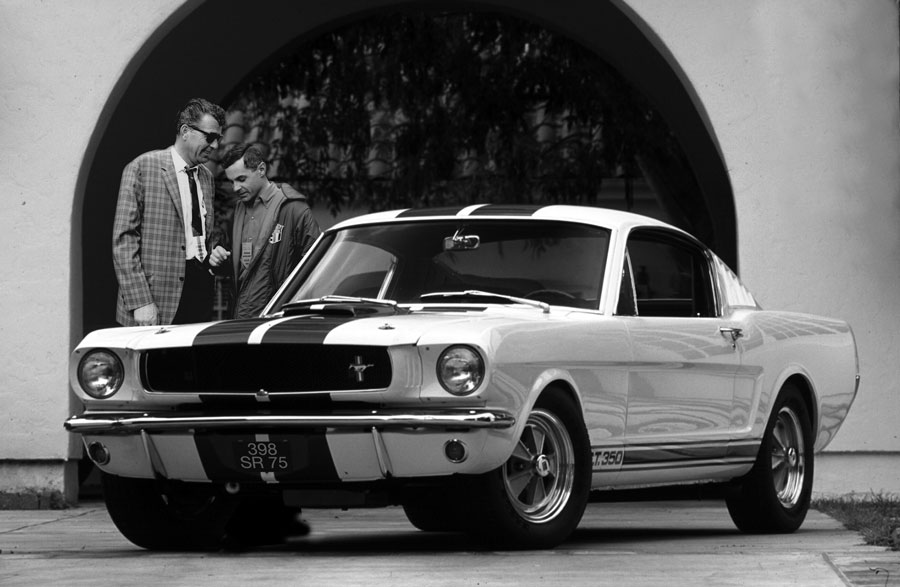
Henri Chemin et Carroll Shelby.
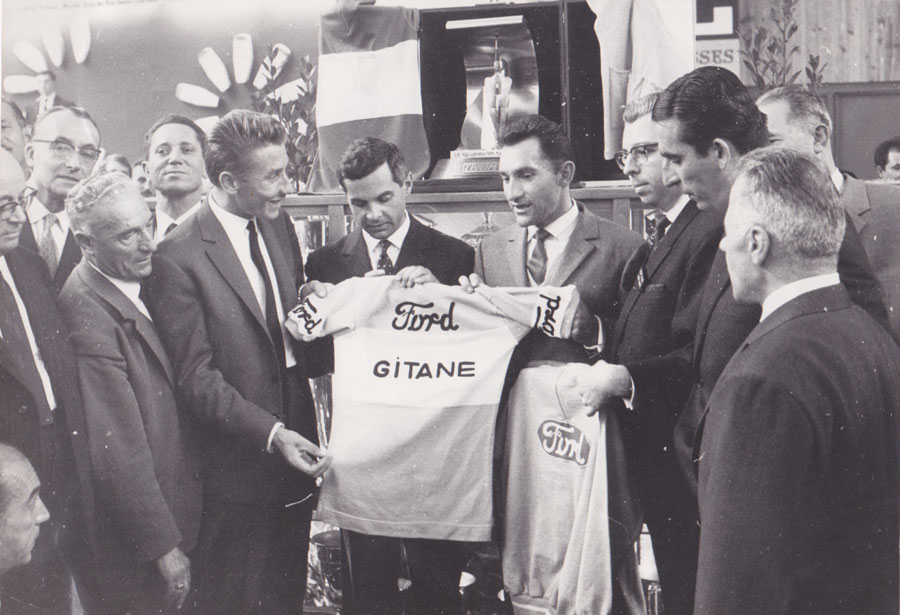
De gauche à droite : Raymond Louviot, Jacques Anquetil, Henri Chemin, Jean Stablinski, Raphaël Geminiani. Présentation de l'équipe de Ford Gitane.
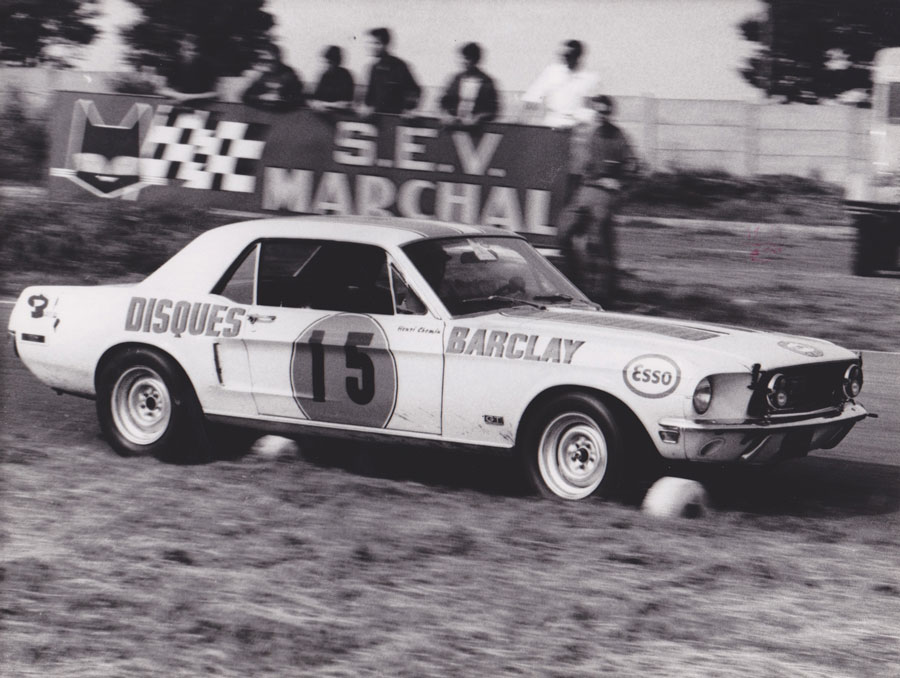
Henri Chemin - Mustang Barclay.
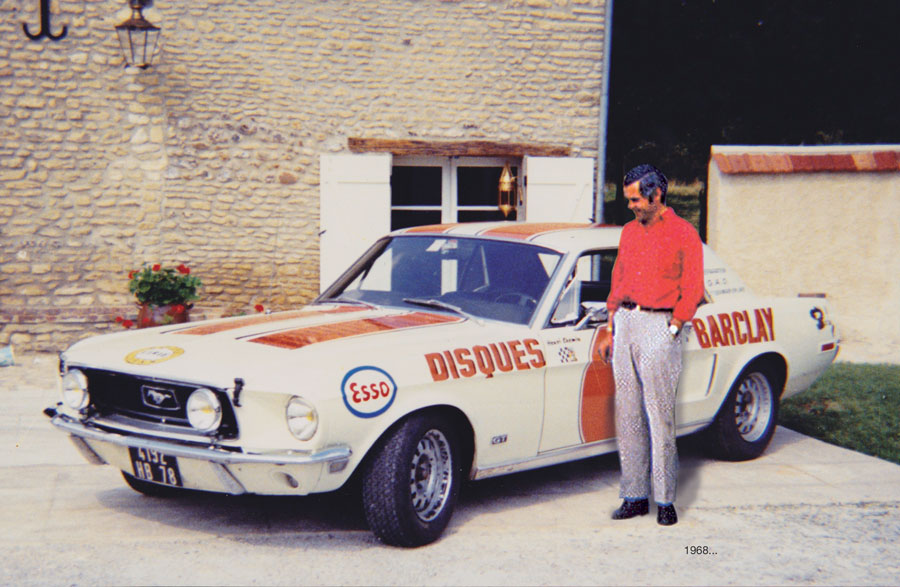
Henri Chemin et la Mustang Barclay.
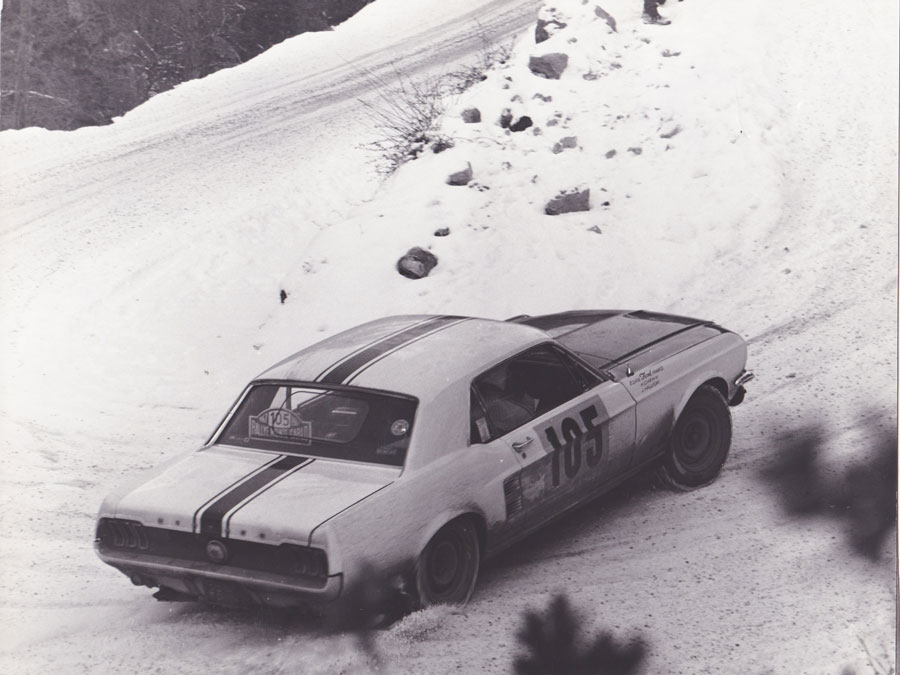
Mustang Chemin Hallyday - Monte-Carlo 1967.
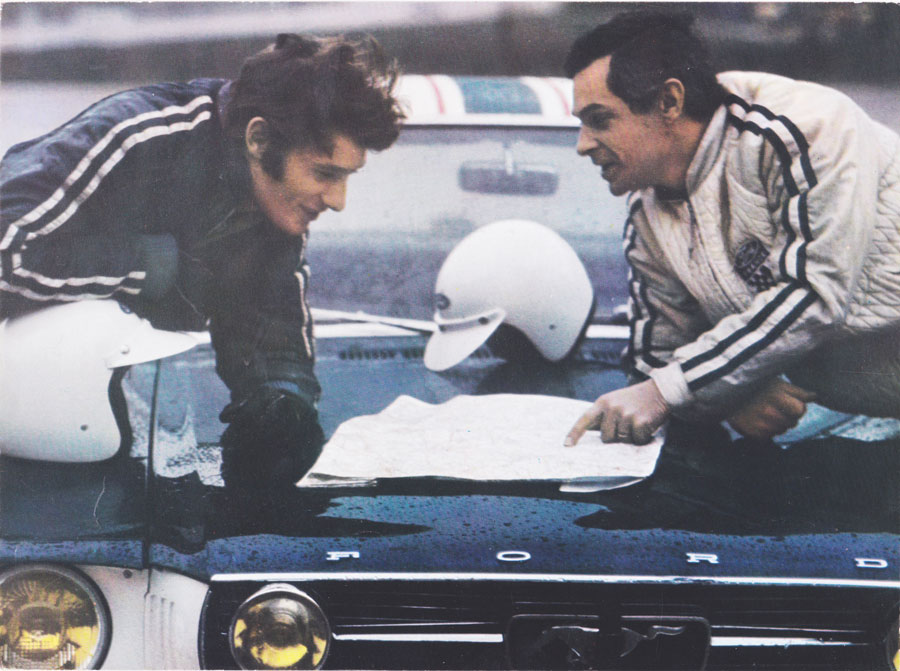
Monte-Carlo 67 Avant le départ Johnny/Chemin.
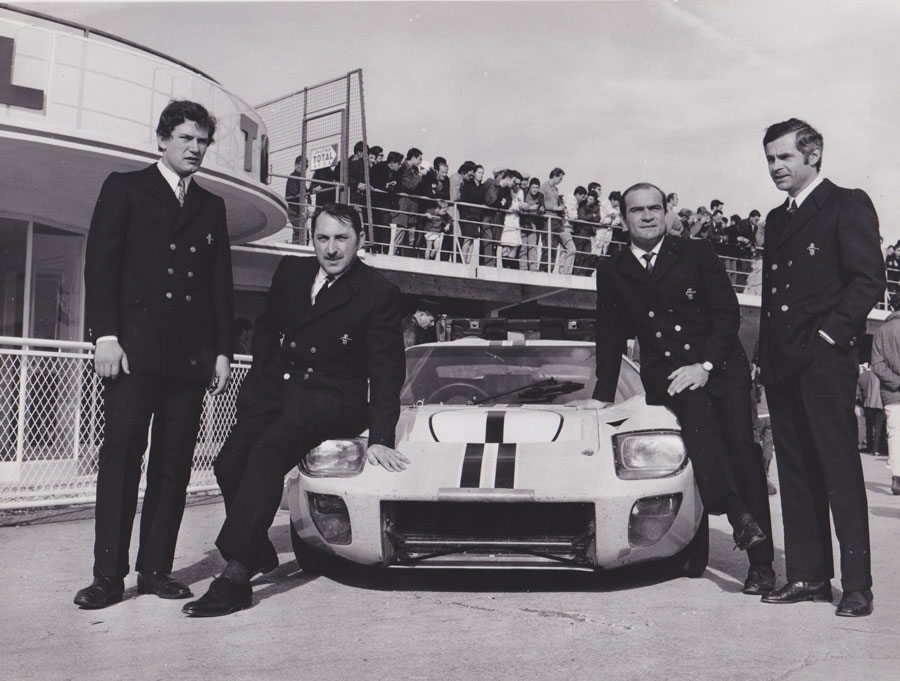
Jean-Michel Giorgi, Jo Schlesser, Guy Ligier, Henri Chemin et la Ford GT40 MkII.
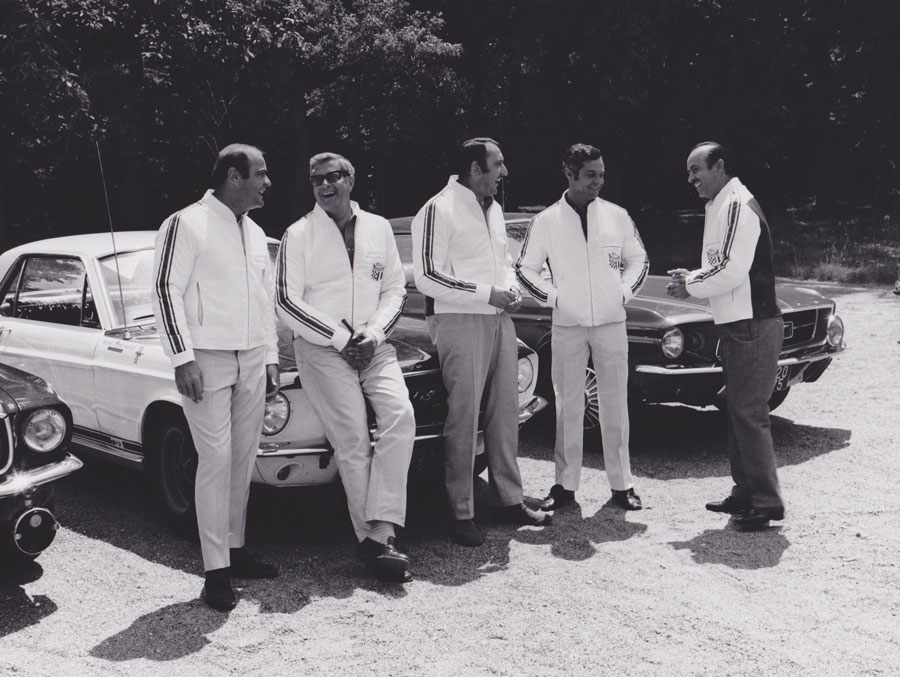
Les Blousons Mustang, Guy Ligier, William Reiber PDG de Ford France, Jo Schlesser, Henri Chemin et Maurice Trintignant.

Sur le circuit de Miramas rénové par BP, la nouvelle Ford Taunus 12M lubrifiée par BP Longlife établit à l’occasion de son lancement 117 nouveaux records du monde d’endurance dont les 300 000 km non-stop et la distance Terre-Lune (à cette date) : 357 000 km à 106,5 km/h de moyenne. La Taunus des records sera ensuite présentée sous le grand chapiteau du cirque Bouglione installé à plus de 400 journalistes internationaux.
En 1965-1966, il crée le groupe cycliste Ford Gitane avec Jacques Anquetil et vingt coureurs professionnels dont le champion du Monde Jean Stablinski et le vainqueur du Tour de France Lucien Aimar. Participation des coureurs à des centaines d’épreuves routières et criteriums pendant 2 ans.
La Ford Mustang est à l'affiche des succès du cinéma français de 1965 à 1967 : Le Gendarme de Saint-Tropez, Le Gendarme se marie avec Louis de Funès, La Curée avec Jane Fonda et Un homme et une femme de Claude Lelouch.
En 1967, Johnny Hallyday participe comme pilote Ford France au Rallye automobile Monte-Carlo avec Henri Chemin et à quelques courses de côte et sur circuit à bord d’une Ford Mustang.
La ligne de vêtements « Mode Mustang » est créée en 1967 dont les blousons dessinés par Henri Chemin sont portés par les pilotes Ford France 
Pour la première fois en France, la publicité est autorisée sur les voitures de course en 1968. Sans l’aide de Ford, Henri Chemin devient champion de France de la Montagne (catégorie Tourisme) avec une Mustang 427 sponsorisée et décorée par Eddie Barclay.
Le 5 janvier 1969, Ford France décrète l’arrêt de ses activités en compétition. Henri Chemin décide de rejoindre William Reiber chez Simca Chrysler.
En mars 1969, il prend la direction du département compétitions avec trois objectifs :
1. Gagner des compétitions, notamment des rallyes le plus vite possible.
2. Reconstruire l’image de la marque avec des opérations de promotion axées sur les jeunes pilotes.
3. Compléter le palmarès déjà élogieux de Matra Simca.

### 1969: création de l’écurie Chrysler France
Henri Chemin fait des débuts prometteurs en rallye avec des Simca 1000, Simca 1200 et CG 1500.
Plus de mille jeunes pilotes bénéficiant d’assistance et de primes de résultats obtiennent, avec les voitures de la gamme, des milliers de victoires qui améliorent l’image de la marque : la Simca 1000 Rallye » est née de cette opération ainsi que le Simca Racing Team (SRT).

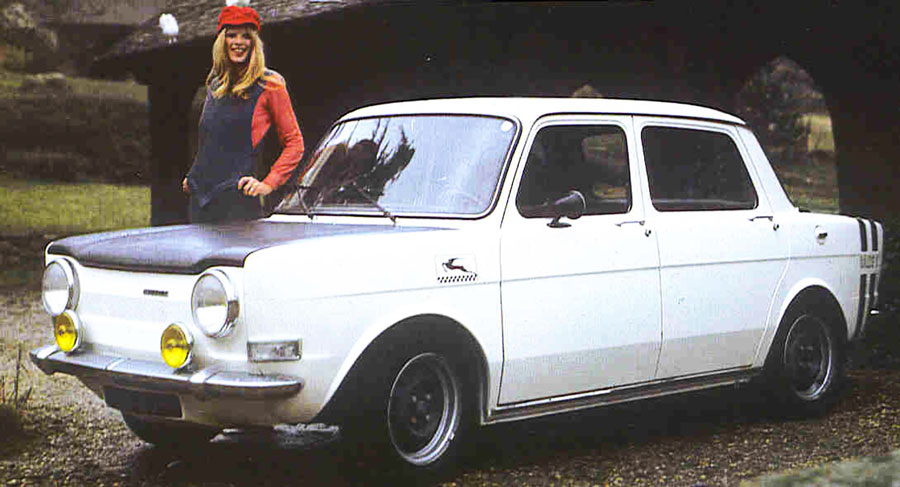
1000 Rallye.
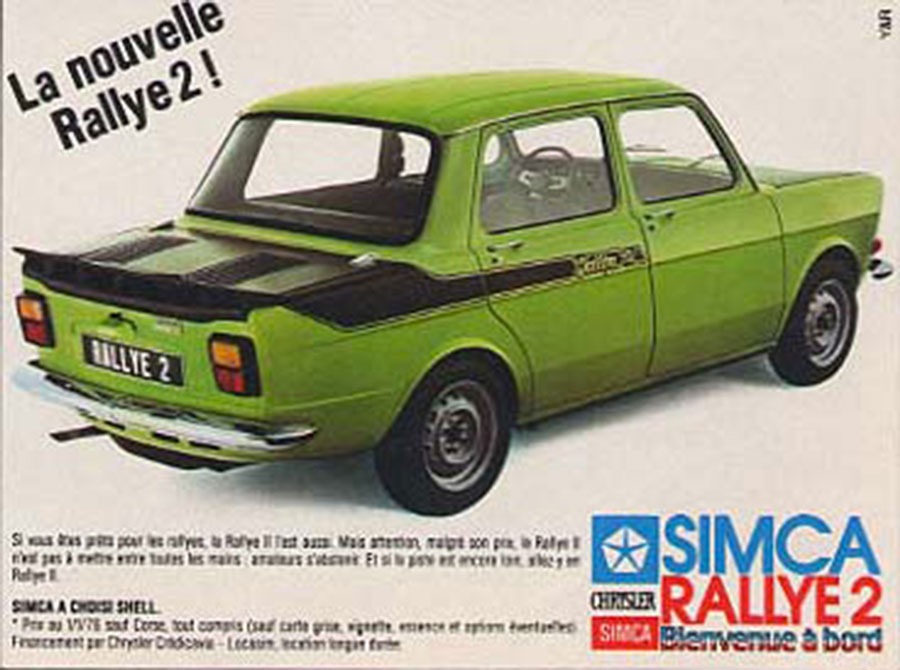
Publicité Rallye II.
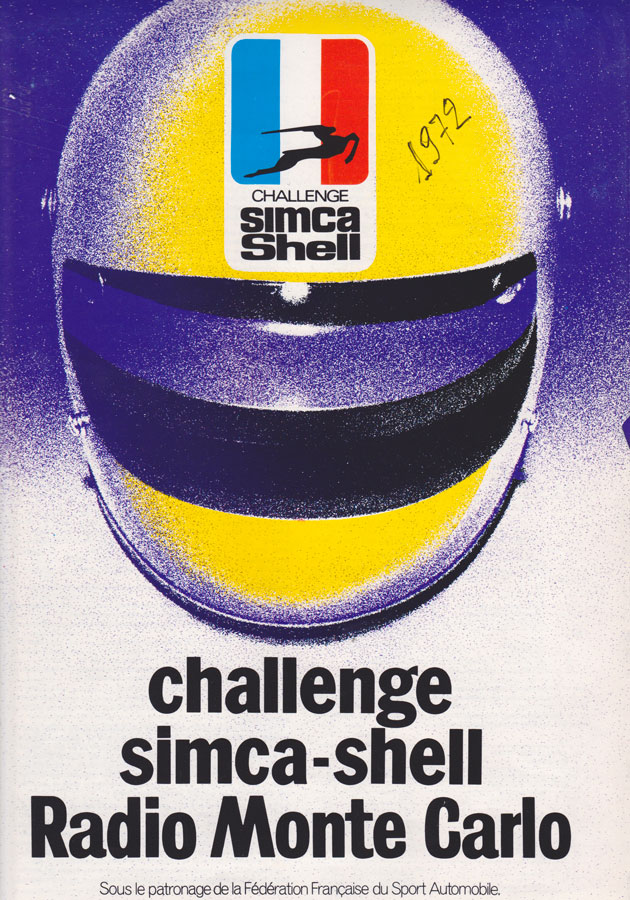
Dépliant Challenge.
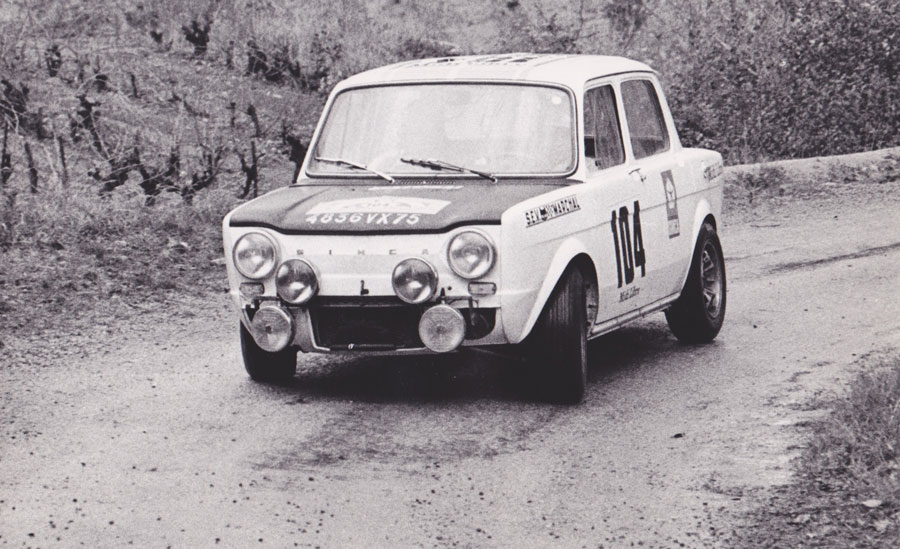
Proto Simca 1000 G en essais.
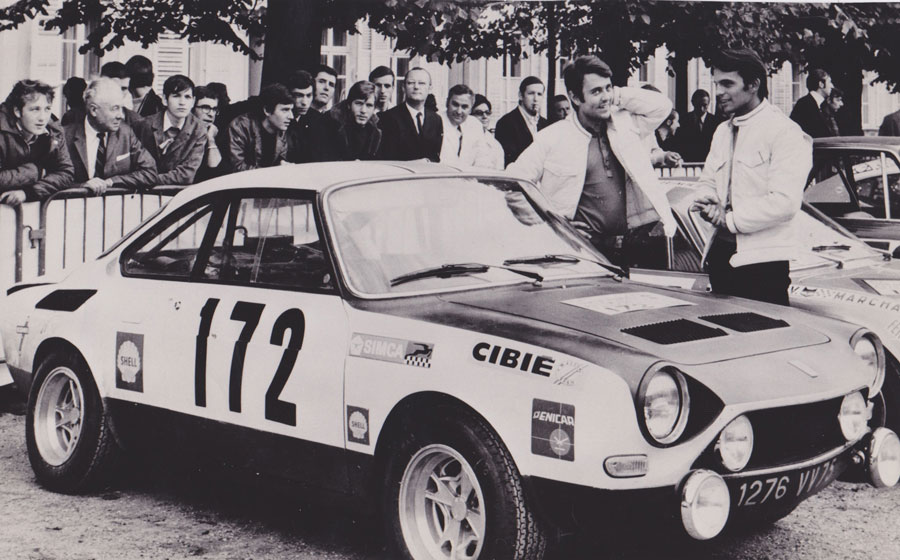
Simca Proto 1500.
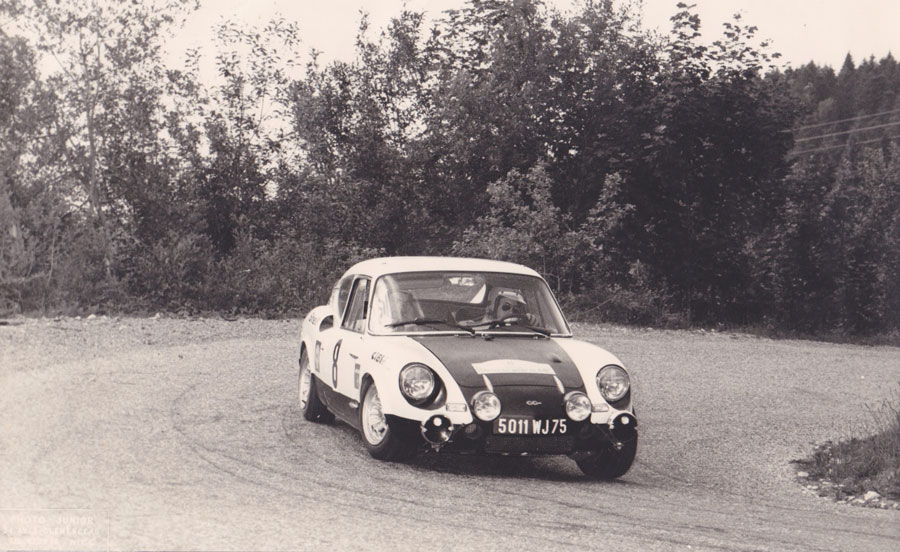
Les débuts de la CG.
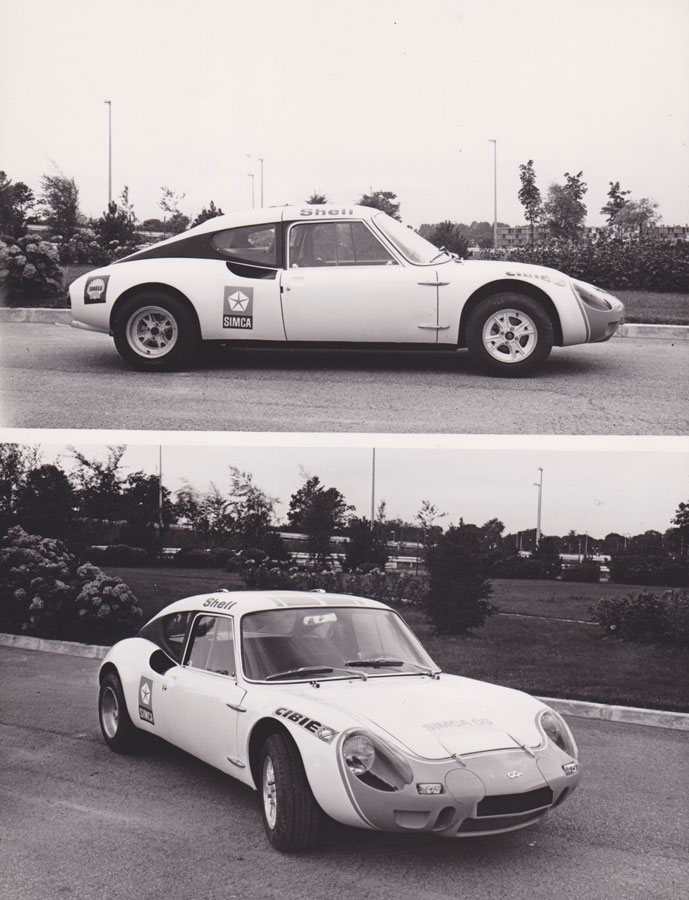
Présentation presse de la Simca CG-MC.
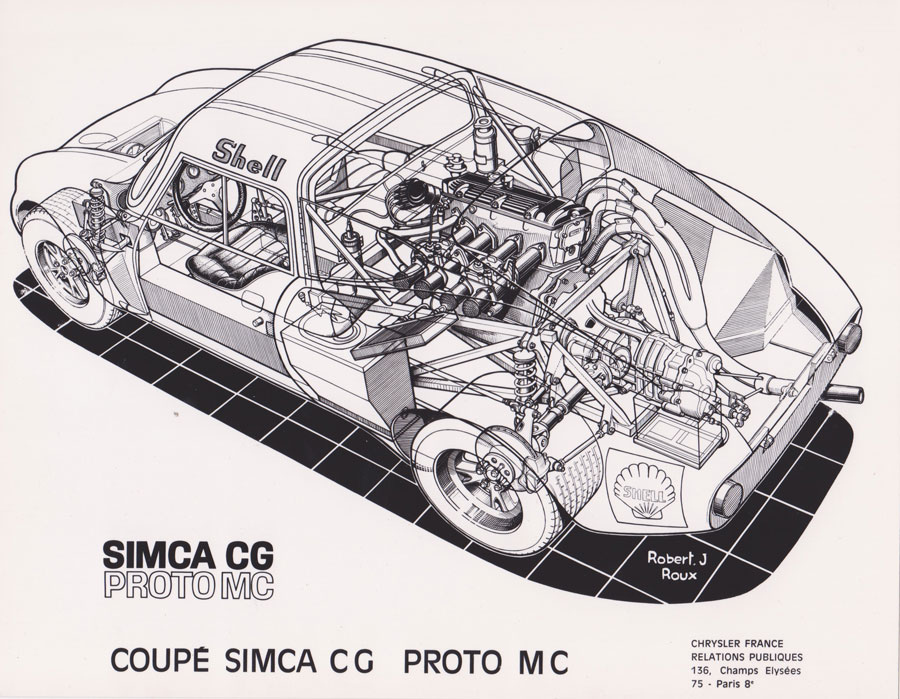
Présentation presse de la Simca CG-MC - Éclaté.
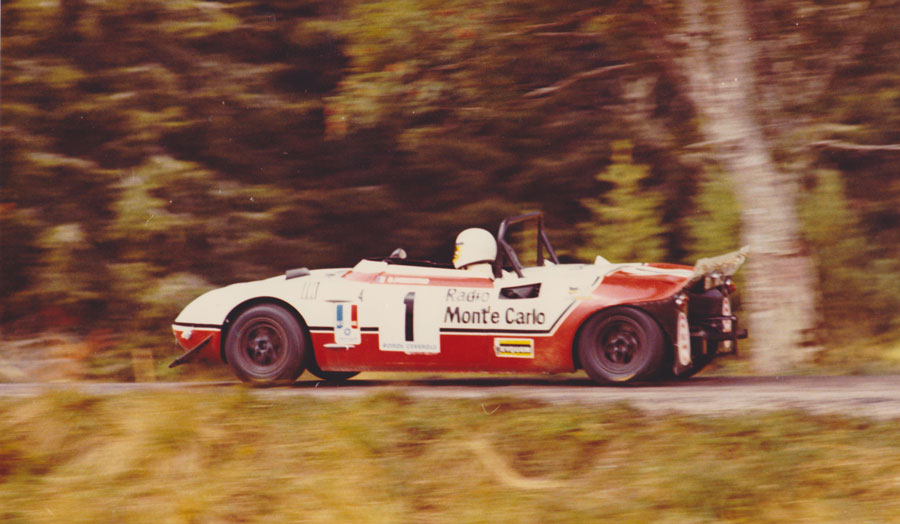
Le Spider CG-MC 220 CV.
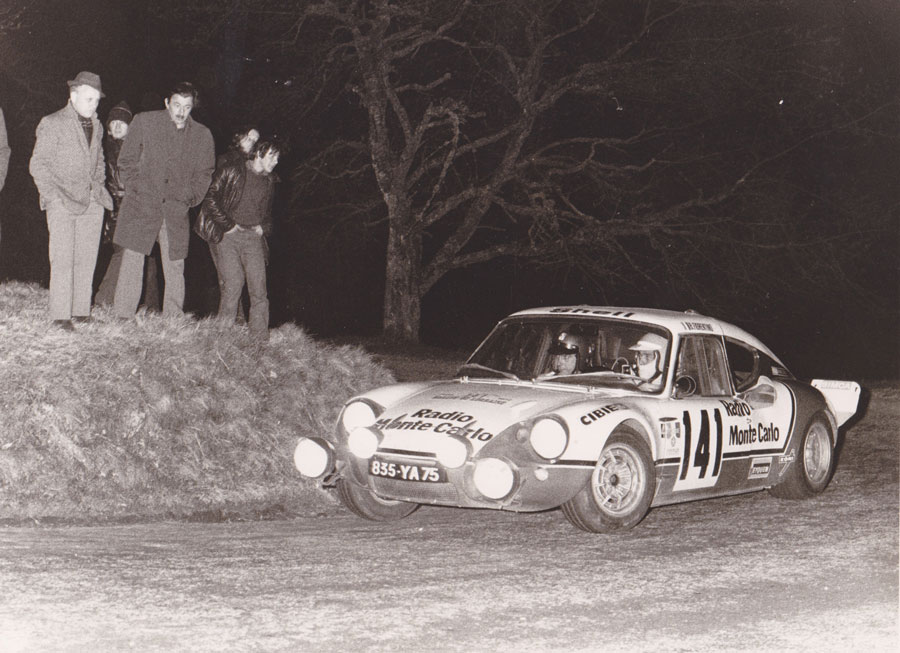
Le Spider CG-MC en action.

En 1970, Henri Chemin pressé d’en découdre avec les Alpine Renault et autre Porsche, demande à Bernard Boyer, ingénieur chez Matra, d’étudier la construction d’un coupé de rallye moderne équipé du moteur « développé » de la Chrysler 180. Il obtient l’accord de Jean-Luc Lagardère et le prototype CG – MC à moteur central est réalisé en quatre mois et gagne pour sa première sortie, le Critérium des Cévennes, piloté par Gérard Larrousse. Suivent des dizaines de victoires (critériums et championnats de rallyes) obtenues par Bernard Fiorentino, Philippe Renaudat et Michel Saliba (voir Simca CG Proto MC).
De 1970 à 1972, comme pilote, il remporte trois titres de champion de France sur circuit (catégorie Tourisme) et un titre en Montagne (1972) sur Plymouth Barracuda 383 et Plymouth Hemicuda 426 face aux Ford Mustang, Chevrolet Camaro et autres BMW.
En avril 1973 avec le décès de William Reiber et malgré les centaines de victoires acquises en trois années et huit titres de championnats de France, la nouvelle direction de Simca Chrysler décide de dissoudre le département compétition.
En quittant Chrysler et avant de rejoindre le groupe de Presse Hersant, Henri Chemin participe au tournage du film de Walt Disney La Coccinelle à Monte-Carlo (1976-1977) en qualité d’assistant-metteur en scène et conseiller technique.
Fort de l’expérience de nombreuses années de communication passées avec succès dans l’automobile, Chemin se lance dans la presse quotidienne en 1976. Il est nommé directeur des relations extérieures - promotion et publicité (spectacles – transports).
De nombreuses opérations promotionnelles seront réalisées dans le cadre d’un programme de fidélisation des relations avec le journal, à la fois culturelles, commerciales ou sportives.
En 1986, Robert Hersant envisage l’arrêt des activités de France Soir et propose à Chemin d’entrer au Figaro. Henri Chemin décline l’offre et quitte le groupe.
Avant de prendre sa retraite dans le midi de la France en 1990, il fait un court passage, en qualité de directeur des Relations extérieures, à Transcommunications/RATP, le premier réseau TV – Vidéo câblé dans le métro.

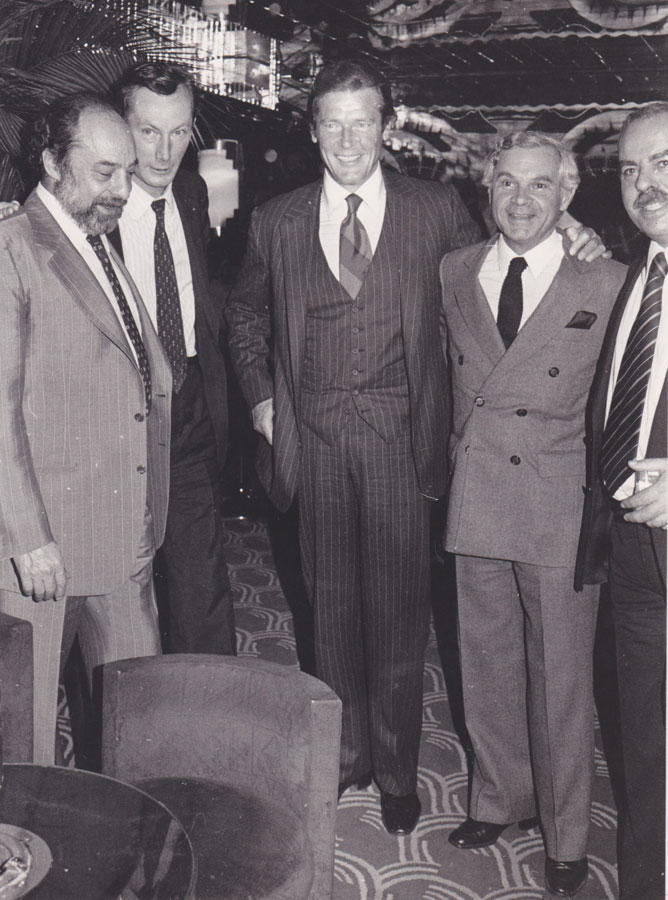
De gauche à droite : Norbert Aauerbach, Jacques Hersant, Roger Moore et Henri Chemin.

## Palmarès
De 1967 à 1972 :
- 139 victoires (Groupes et Classes) dont :
  - 52 victoires en Circuits
  - 87 victoires en montagne

1967
- 3e Championnat de France de la montagne (tourisme) sur Ford Mustang « 289 et 390 » (10e toutes catégories).

1968
- Champion de France de la montagne (tourisme) sur Ford Mustang « 427 » et Ford GT 40 (9e toutes catégories).

1970
- Champion de France des circuits (tourisme)
- Vice-champion de France de la montagne (tourisme) sur Chrysler Hemicuda « 426 » (5e toutes catégories) (15e toutes catégories).

1971
- Champion de France des circuits (tourisme) sur Chrysler Hemicuda « 426 » et Plymouth Trans/AM (11e toutes catégories).

1972
- Champion de France des circuits (tourisme)
- Champion de France de la montagne (tourisme) (4e toutes catégories), sur Chrysler Hemicuda « 426 » et Plymouth Trans/AM (6e toutes catégories).

## Filmographie
- 1966 : Un homme et une femme de Claude Lelouch (conseiller technique et acteur)
- 1976-1977 : La Coccinelle à Monte-Carlo de Walt Disney (assistant metteur en scène et consultant)
- 2013 : Henri Chemin and the lost Hemi de Romaric Croisile (acteur)
- 2015 : Histoire de la CG-MC de Romaric Croisile (acteur)